# 万能文化猫娘
『万能文化猫娘』（ばんのうぶんかねこむすめ）（英題:ALL PURPOSE CULTURAL CAT GIRL NUKU NUKU）は、高田裕三の漫画作品、およびそれを原作としたアニメ作品である。

## 概要
『Weekly漫画アクション増刊・増刊王』（双葉社）の1990年0号で連載開始したが同誌の休刊などによってわずか3回の連載で終了。
アニメは1992年にOVAが発売された（以降旧OVA版記載）。後に1998年1月よりテレビ東京系でテレビアニメも放送され（以降TV版と記載）、この後OVA版の新シリーズ「万能文化猫娘 DASH!」も1998年9月より発売（以降新OVA版と記載）。
1998年のテレビアニメ化を受ける形で『月刊少年エース』（角川書店）1997年12月号にてメディアミックス戦略のための作者・高田の手による前倒し漫画連載『新万能文化猫娘 誕生編』がスタートしたが、高田の身内の不幸からの鬱により中断、終了となっている。
本作品、特にアニメ版である「旧OVA版、TV版、新OVA版」の三作品は、それぞれ物語や設定などが全くと言っていいほど異なっている。
2003年にはアメリカのADVフィルムより旧OVA版の全話を収録したDVDが発売された。英語吹き替えと原語の2音声を収録。
2010年9月8日には「万能文化猫娘 Blu-ray BOX」（映像特典付き BD5枚+CD1枚計6枚組）が発売。主題歌を含む歌のCDとヒロイン夏目温子のDJラジオ2010年Ver.の2つのCDが特典として付いている。それに合わせて高田による漫画をまとめたコミックス『万能文化猫娘COMPLETE』ISBN 978-4-575-83826-8 も2010年10月22日に双葉社より発売した。

## 作品の舞台
旧OVA版の舞台は東京都練馬区で、明記はされていないものの、その描写は現実の練馬区を忠実に再現している。第4話で吹き飛ばしたガスタンクは実在し、第5話で「Akies練馬栄町店」の存在する場所にはモデルとなったチェーンレストランの店舗がある。
TV版、新OVA版、および『新・万能文化猫娘』では「マネキ市」という架空の都市が舞台となっている。企業集合体である三島コンツェルンの拠点都市として成立している。

## 主要キャラクター
「声 - 」は、アニメ作品における声優。

### 原作のキャラクター
夏目温子（ヌクヌク）
声 - 林原めぐみ
主人公。猫の脳を頭脳に使う猫脳アンドロイド（ニャンボット、アンドロボット）で、タイトルどおり基本的には「万能」である。ただし、ボディーの比重が水より重いため、カナヅチであるがオプションパーツの装着で解消される。「家事はダメ」という設定はTV版のみ。生体接続に使用されている久作設計のチップが劣化すると能力が低下し、最後には古典ギャグを連呼するようになる（旧OVA版-ラジオドラマ）。
ヌクヌクのデザインと性格の設定は、以下のような変遷を経ている。
原作では女子大生に設定され、外では才色兼備の才媛を演じているが、身内だけの時はどこか抜けた面のある子供っぽい性格をしていた。髪の毛はベタで描かれていた。
旧OVA版では、もりやまゆうじによるカラーリングが行われた。髪の毛の表現には濃いピンクが用いられた。以降これがデフォルトになる。女子高生に設定が変更され、抜けた所のある性格が強調された。しかし、家事も得意で冴えているところもまだ残っていた。
旧OVA版からTV版までの間に、『3×3EYES』のモブキャラとして登場した際、髪からベタが抜かれた白で表現されていたことがあった。
TV版ではデザイン上は旧OVA版のものを踏襲したが、性格はアホの子のようにされてしまい、また、周囲のアクがさらに強くなった分、ヌクヌクの行動は受動的になってしまった。他に、戦闘時に展開されるアンテナのデザインが大胆に変更されている。
『新万能文化猫娘』では高田は引き続きヌクヌクの髪をベタで描いたが、旧作や、カラー原稿・アニメでも黒に設定されている『3×3EYES』の面子に比べて、光沢を多めに入れている。この作品では、ヌクヌクが本格的に活動する前に連載休止となってしまい、性格については詳しく描かれることがないままだった。
新OVA版では、原点回帰とされて女子大生の落ち着いたヌクヌクが描かれた。カラーリングも大胆に変更されたが、これまでの作品とはまったく異なる淡色系を多用したものになっている。細部のデザインは同時進行のTV版と共通した。なお、このシリーズではヌクヌクは夏目久作の作品ではない。
夏目龍之介
声 - 伊倉一恵
ヌクヌク（猫）を拾った少年。歳相応の一面もあるものの、両親のキツい性格に反して、醒めた小学生である。新OVA版では中学生になっていて偶然出会ったヌクヌクに恋をするという設定となっており、彼の視点によって展開されている。親の設定によって社会的立場が閥令息から一般庶民まで大きく異なるが、ほとんどの作品では彼はオブザーバー的な立場の「ツッコミ役」であるため、新OVA版以外においては見た目ブレが少ない。また、旧OVA版では泳げるが、TV版では泳げないことになっている。
夏目久作
声 - 神谷明
龍之介の父親。未完成のアンドロイド「NK-1124」の開発者であるマッド・サイエンティスト。見た目は、龍之介曰く「平凡な男は平凡らしく」と表現されるくたびれ中年男。自分では「正義の天才科学者」と言っているが「正義」の定義はかなり偏っている。チェーンスモーカーでどの作品でも必ず一度はタバコをくわえる。愛煙はセブンスターらしい。世界の平和を守ると言っている割には武器以外のものを作ってロクな結果になったためしがない。普段は強気に出ているが、年甲斐もなく水着美人コンテストに出る妻に投票する愛妻家にして恐妻家。
旧OVA版では当初、愛車がランドローバー・ディフェンダー シリーズIIに設定されていた。しかし、ありさと今日子の襲撃のため2台スクラップにされ、1台目は自宅マンション前の公園でオブジェと化し、後半3話には登場していない。
萩原佳美
声 - こおろぎさとみ
龍之介の同級生。龍之介とお互いに好意を抱いている。親は再婚しており、母親の連れ子。『新万能文化猫娘』ではクラスのヒロイン。TV版および新OVA版には登場しない。

### アニメオリジナルの主要キャラクター
晶子、今日子、ありさの3人は原作にも登場する予定だったが、登場する前に打ち切りが決定したため登場することは無かった。
夏目晶子
声 - 島津冴子
龍之介の母親。作品によって立場・役回りがもっとも異なるキャラクター。小学生の子持ちとは思えない若々しさと美貌の持ち主。夫とはいがみ合いながらも、感情的なつながりを断ち切れない。
旧OVA版、『新万能文化猫娘』では三島財閥の令嬢で、現社長。高飛車なお嬢様がそのまま成長して結婚、社長に就任した、という感じの性格。直系の部下2人を公私問わずコキ使う。守銭奴の一面もある。1人息子である龍之介を過剰に溺愛している。家事一切はまったくダメ。愛車はスズキ・フロンテクーペ。
TV版、新OVA版では三島の重役だが三島一族ではない。夏目家の稼ぎ頭だが、かといって久作は家事にも役立たないため、家事一切もこなす万能主婦である。高飛車な性格は継承しているがかなり丸い性格となっている。旧OVA版とTV版・新OVA版では三島のロゴ（社紋）も異なる。
小板橋今日子
声 - 平松晶子
晶子の部下その一。情報参謀的存在で、晶子も含めた3人組の良心的な存在。だが、キレると見境がなくなるのは同じ。TV版および新OVA版でのフルネームは有吉今日子。新OVA版ではキャストがありさと入れ替わっている。
三田村ありさ
声 - 久川綾
晶子の部下その二。感情が高ぶるとマシンガンやロケットランチャーを乱射するトリガーハッピーな実力行使担当。TV版および新OVA版でのフルネームは曽野ありさ。新OVA版ではキャストが今日子と入れ替わっている。
吉川詠美
声 - かないみか
久作の恩師の孫娘。両親を亡くし、三島重工に招かれた祖父との下で暮らしていたが、その祖父も事故で他界してしまい、三島重工を抜け出して旧知の久作の元を訪れる。TV版、新OVA版、『新万能文化猫娘』には登場しない。

## 漫画
本項における漫画作品は2010年10月22日に双葉社より『万能文化猫娘COMPLETE』ISBN 978-4-575-83826-8 に3話+7話がまとめられている。
これは電子書籍版も発刊されている。ASIN B00H1O7U4M

### 『万能文化猫娘』
万能文化猫娘シリーズの原点作品であり「原作漫画」という場合にはこの作品をさす。増刊王版、双葉社版とも称される。
1992年の旧OVA版が発刊された後、1993年6月に旧OVA版の監督・キャラデザであるもりやまゆうじとの共著の形で単行本に収録。
- 『万能文化猫娘―完璧版』高田裕三×もりやまゆうじ、双葉社、1993年6月発行、ISBN 978-4-575-31019-1
  - 高田の手による原作版漫画全3話
  - もりやまゆうじの手によるセル画コミック「ヌクヌク宇宙へ行く」。内容は旧OVA版の3話と4話の間に入るオリジナルストーリー。『COMPLETE』には収録されていない。
  - ポストカード集
- 『万能文化猫娘』高田裕三×もりやまゆうじ、双葉社、1997年12月発行、ISBN 4-575-93545-X ISBN 978-4-575-93545-5
  - テレビアニメ放送に合わせた再販

#### あらすじ
私立三流大・双葉大学の医学部に通う夏目温子は頭脳明晰、容姿端麗、スポーツ万能で、まさしく学園のアイドル。彼女を狙う医学部通いのボンボンたちは、クリスマスはぜひとも彼女を誘いたいと、次から次へとデートを申し込む。だが、彼女はそれを頑として聞き入れない。クリスマスは彼女にとってとっても大事な日だった。
温子の保護後見人、夏目久作教授はかつて禁止された生体実験を行ったとして学会を追われた人物だった。彼は現在、双葉大学にて講師を務めながらある研究を行い、その成果を引っさげて学会への復帰と自分を追い落とした者たちへの報復を狙っていた。一方で彼の息子・龍之介は学会への返り咲きを夢に見すぎて生活をおろそかにし、妻に逃げられた父親を戒めながらも、温かく見守っている。
そんな三人の一年前。学会を追われ妻に逃げられ、やさぐれていた久作に息子の龍之介はある願いをする。それは路上で車に轢かれて死にかけている猫を助けてほしいというものだった。クリスマスプレゼントなんていらないから、と必死にせがむ龍之介に久作は親としてその願いをかなえる。自らの研究の集大成をもって。
久作が開発を推し進めながら、幾度とない生体実験とその膨大量の失敗のために学会に「非人道的研究」と烙印を押され、その研究を停止させられた猫脳使用アンドロイドニャンボット。久作は龍之介が拾った猫をその被検体として使った。そして、久作の研究者生命をかけた最後の実験は何と成功を収める。龍之介によって「温々（ヌクヌク）」と名づけられた猫は、久作から「温子」の名も与えられた。温子は久作の手によって作り上げられたニャンボットだった。
かくて久作の学会返り咲きを願う研究と、龍之介とヌクヌクの「家族の時間」が同時進行で語られていくことになる。

### 旧OVA版アニメコミックス
テレビアニメ放送1998年1月に合わせて旧OVA版の映像を利用したアニメコミックスが双葉社から発刊された。
- 『万能文化猫娘 OVA SELIES』(アクションコミックス アニメコミックス)双葉社
  1. 　1998年1月、ISBN 4-575-82315-5 ISBN 978-4-575-82315-8
  2. 1998年2月、ISBN 4-575-82319-8 ISBN 978-4-575-82319-6
  3. 1998年3月、ISBN 4-575-82324-4 ISBN 978-4-575-82324-0

### 『新万能文化猫娘 誕生編』
角川書店の「角川コミックス エースエクストラ」レーベルより1999年3月に単行本発刊。角川版、エース版とも称される。
- 『新万能文化猫娘 誕生編』高田裕三、KADOKAWA、1999年3月、ISBN 4-04-713273-X ISBN 978-4-04-713273-3

原作者である高田の手による旧OVA版のセルフ・リメイクであり、その設定や内容は旧OVA版（後述）に準じている。「新」の文字があるがTV版や新OVA版の内容は反映されていない。ただし舞台はTV版・新OVA版の設定と同じ「マネキ市」である。これは元々、この作品がTV版と連動したメディアミックス企画上の一作品として作られたためであるが、本作の執筆開始時にはTV版および新OVA版の設定がかたまっておらず、初期段階のプロットのみをもって作品執筆が行われたため。
内容は連載の第1話から第7話までで、表題通りヌクヌクの誕生と龍之介の社会勉強に至るまでを描いている。

#### あらすじ（新・誕生編）
三島コンツェルンの御曹司である夏目龍之介は、自家の英才教育により9歳にして大学卒業まで終わらせてしまった超天才児。そんな彼の悩みは、自分の境遇があまりに他の子供と違いすぎることだった。時折、研究を抜け出して遊ぶこともあるが、有名人である自分の行動は三島コンツェルンの支配する真似木（まねき）市においても注目の的。その場はいいが後々噂になって、自由に遊んだり買い食いしたりすることも、友達を作ることもままならない。孤独な彼は今日もまた研究を抜け出して町に出たが、そこで小さな子猫を拾い「温々（ヌクヌク）」と名づけた。
時を同じくして三島重工・第7研究所に解散命令が出ていた。所長・夏目久作が自らの妻にして社長でもある晶子に開発中の医療向け脳移植アンドロイド（生体サイボーグ化）システム「NKシステム」のロボット兵器システム開発への転用を迫られ、それに拒否した結果だった。久作は自らの手で研究所を爆破。研究資料と開発ボディを持って逃走する。そこへ龍之介が猫を飼いたいとやってきた。ところが晶子の部下と久作の追走劇に巻き込まれてしまう。龍之介は成り行きで久作と共に逃げることに。そして温々は瀕死の重傷を負う。
龍之介は「NKシステム」に温々の頭脳を使うことを久作に願い出た。元々「命を救う」ためのシステム。久作は了承するが、自分ひとりでは無理だと語る。助手もいるし半年はかかる。龍之介は三島の跡取り。本来ならばすぐさま戻らねばならない、と。しかし龍之介は自らの意志で助手を買って出て、久作の下で暮らすことを申し出る。
こうして龍之介は「普通の社会」を知るために、身分を隠し「プータローの父を持つ子」として小学校に通い念願の友達も得て社会勉強を生き、父の本来の「NKシステム」開発とその被験者であるヌクヌク（温子）のモニタリングを手伝うのであった。

## アニメ

### 万能文化猫娘・旧OVA
初のアニメ化作品。アニメ発売に先行・並行してラジオ番組「熱血電波倶楽部」でCD化を前提としたラジオドラマが放送された。大月俊倫によると、このようにラジオドラマ、ドラマCD、ビデオ化という流れで制作された作品は本作が業界初とのこと。
本シリーズにおける、もりやまゆうじによるキャラクターデザインが以降、デフォルトとして認識される。

#### 製作の経緯
本来は高田の別作品である『トリツキくん』（竹書房刊）のOVAとして、大月により企画された作品だった。しかし同作のアニメ化に関しては大人向けの麻雀漫画である事および麻雀漫画としても心霊等の要素が混じり異端な存在であった事から、高田が「アニメ向きではない」と難色を示し断った。その代案として高田側から本作（原作版）が提示され、大月の要望により設定をフル改変し現行の形となった。
当初、ハーフクール全6話で企画されていた。これは、機動警察パトレイバーが端を発した当時のOVAフォーマットである。前半の3話で夏目・三島家のお家騒動的な部分を描き、後半の3話でヌクヌクを中心としたストーリーが展開される予定だった。
しかし、可愛らしさを前面に押し出した作風は当時まだ受け入れられず、当初売上が伸び悩んだため、3話で一端製作が打ち切られた。
その後、後半3話の製作が決定されるが、内容はがらりと変えられ、1話完結のスラップスティック調ストーリーになっている。
音楽はアメリカンサウンドを取り入れようと、ディーヴォのマーク・マザーズボーが当初アニメの音楽を担当する予定であり、発売前から一部で話題になったが、マーク側の都合により実現されなかったという。

#### あらすじ（旧OVA版）
夏目晶子は三島コンツェルンの女社長である。ある日、彼女の夫で三島コンツェルンの研究員・夏目久作は自分が開発していたアンドロイドを三島の会長（夏目晶子の祖父）が兵器に利用することを知り、試作型アンドロイドNK-1124と最愛の息子・夏目龍之介を連れ、逃亡する。最愛の息子を連れて行かれたことに激怒した晶子は今日子とありさに龍之介の奪回を命ずる。
クリスマスの夜、龍之介が、拾ってきた猫を飼いたいと久作と議論していると、晶子の追手、今日子とありさに見つかり新型ヘリのポイズン1で襲撃してきた。その混乱で龍之介が拾ってきた猫が流れ弾に当たってしまう。久作は龍之介が悲しんでいるのを見てその猫を不憫に思い、試作型アンドロイドNK-1124に脳を移植した。
そして、万能猫脳アンドロイドとして復活したヌクヌクとその周りの人たちによって繰り広げられる物語はスタートする。

#### サブキャラクター（旧OVA版）
主要キャラクターについては、上記の#主要キャラクターの節を参照。
三島大膳
声 - 永井一郎
三島コンツェルンの会長。晶子の祖父で、龍之介の曽祖父。久作が開発したアンドロイドを兵器として大量生産しようと目論んだ。
伸一
声 - 古田信幸
佳美の親戚の男性。沿岸部で民宿「立浪」を営んでいる。
陽子先生
声 - 折笠愛
龍之介の担任教師。久作が大学で講師をしていた頃の教え子でもある。久作に惚れていたが、久作と晶子が心の底から愛し合っていることを悟り、静かに身を引いた。

#### スタッフ（旧OVA版）
- 原作・シリーズ監修・キャラクター原案 - 高田裕三
- キャラクターデザイン - もりやまゆうじ
- 美術監督 - 荒井和浩
- 色彩設定 - 永井留美子
- 撮影監督 - 高橋明彦
- 編集 - 岡安プロモーション
- 音響監督 - 渡辺淳
- 音楽 - 松田弘 and BEAT CLUB（第3巻まで）→Vink（第4巻から）
- プロデューサー - 古沢譲二（第3巻まで）→岡崎恭子（第4巻から）、池口和彦
- 制作協力 - スタジオファンタジア
- 制作 - アニメイトフィルム
- 製作著作 - スターチャイルド（第3巻まで）→キングレコード（第4巻から）、ムービック

#### 主題歌（旧OVA版）
オープニングテーマ
「私にハッピーバースデイ」（第1期）
歌：林原めぐみ
作詞：松葉美保、作曲：佐藤英敏、編曲：Vink
「夢 Hurry Up」（第2期）
歌：林原めぐみ
作詞：有森聡美、作曲：原一博、編曲：Vink
エンディングテーマ
「春猫不思議月夜 -おしえてHappiness-」（第1期）
歌：林原めぐみ
作詞：松宮恭子、作曲・編曲：河内淳一
「はりきって Trying!」（第2期）
歌：林原めぐみ
作詞：有森聡美、作曲：若林剛太、編曲：Vink

#### イメージソング（旧OVA版）
「Touch me softly」
歌：林原めぐみ
作詞：松宮恭子、作曲・編曲：河内淳一
「瞳に銀河」
歌：林原めぐみ
作詞：木本慶子、作曲：若林剛太、編曲：Vink
「Touch Me Softly <English Version>」
歌：YAUMIN
日本語原詞：松宮恭子、英語作詞：Mamie D. Lee、作曲・編曲：河内淳一
「In The Fluffy Moon Nite <English Version>」
歌：YAUMIN
日本語原詞：松宮恭子、英語作詞：Mamie D. Lee、作曲・編曲：河内淳一
「COMET rendez-vous」
歌：林原めぐみ
作詞：木本慶子、作曲：日詰昭一郎、編曲：Vink
「My dear」
歌：林原めぐみ
作詞：木本慶子、作曲：高橋洋子、編曲：Vink
「がんばって!」
歌：林原めぐみ
作詞：有森聡美、作曲：石川Kanji、編曲：Vink
「レインボウスカイ」
歌：YAUMIN
作詞：高橋洋子、作曲：若林剛太、編曲：Vink
「心のプラネット」
歌：絵里香
作詞：小坂恭子、作曲：松田弘、編曲：B.C. GUYS
「Only One」
歌：絵里香
作詞：小坂恭子、作曲：大友博輝、編曲：B.C. GUYS
「ROCKで行こう」
歌：島津冴子 & 林原めぐみ
作詞：白峰美津子、作曲・編曲：Vink
「夢をかなえるために」
歌：久川綾 & 平松晶子
作詞：白峰美津子、作曲：若林剛太、編曲：Vink
「誰も知らない未来を抱きしめて」
歌：林原めぐみ
作詞：白峰美津子、作曲・編曲：ヤギハシカンペー
「わがままな薔薇」
歌：島津冴子
作詞：白峰美津子、作曲・編曲：Vink
「RACING WITH THE MOON」
歌：久川綾 & 平松晶子
作詞：白峰美津子、作曲・編曲：Vink
「ROCKで行こう <NEW VERSION>」
歌：林原めぐみ
作詞：白峰美津子、作曲・編曲：Vink
「Only One <NEW VERSION>」
歌：林原めぐみ
作詞：小坂恭子、作曲：大友博輝、編曲：B.C. GUYS
「In The Fluffy MOON Nite <NEW VERSION>」
歌：林原めぐみ
日本語原詞：松宮恭子、英語作詞：Mamie D. Lee、作曲・編曲：河内淳一
「スペシャルメニューをあなたに」
歌：久川綾
作詞：有森聡美、作曲：三留研介、編曲：Vink
「Remake feeling」
歌：平松晶子
作詞：有森聡美、作曲：三留研介、編曲：Vink
「心のプラネット <NUKU NUKU Version>」
歌：林原めぐみ
作詞：小坂恭子、作曲：松田弘、編曲：B.C. GUYS
「Face」
歌：島津冴子
作詞：有森聡美、作曲：大平勉、編曲：Vink
「My dear <New Version>」
歌：林原めぐみ
作詞：木本慶子、作曲：高橋洋子、編曲：Vink

#### 各話リスト（旧OVA版）
| 話数       | 脚本       | 絵コンテ        | 演出       | 作画監督       |
| ---------- | ---------- | --------------- | ---------- | -------------- |
| PHASE-0I   | 高田裕三   | 綴爆            | 石渡美男   | もりやまゆうじ |
| PHASE-0II  | 山下久仁明 | 向後知一 三沢伸 | 三沢伸     | 桂憲一郎       |
| PHASE-0III | 関島眞頼   | 綴爆            | 増尾昭一   | もりやまゆうじ |
| PHASE-0IV  | 河原祐二   | もりやまゆうじ  | 三笠修     | もりやまゆうじ |
| PHASE-0V   | 河原祐二   | 土支田一香      | 土支田一香 | 桂憲一郎       |
| PHASE-0VI  | 河原祐二   | 三沢伸          | 坂田純一   | 菅沼栄治       |

### 万能文化猫娘・TV版
旧OVAとかなり設定などが違い、ギャグを重点において作られている。これは元々1クールしかなかったため、話を難しくすると収まりきれなくなる恐れがあるためと監督がアニメ雑誌のインタビューで答えている。夕方の放送ということもあり、ターゲットの年齢層がかなり下げられている。毎回おそ松くんのように登場キャラが全員出てきて、話を盛り上げるといった展開がなされていた。もりやまゆうじが担当しなかったこともあり、キャラクターの作画は旧OVAとはまったく異なる。

#### あらすじ（TV版）
2013年、某県マネキ市は三島コンツェルンの本拠地として成立している都市である。その都市に生活するマッド･サイエンティスト夏目久作によって製作された万能猫脳アンドロボットであるヌクヌクは、女子高生として高校に通うことになった。
そこで出会ったのは、硬派を気取るがイマイチ締まらない少年、常にアコースティックギターを持ち歩く若大将気取り、マッド･サイエンティスト予備軍の発明オタク、ホイッスルがトレードマークの熱血学級委員、お蝶婦人も真っ青のタカビー娘、呪術が趣味の過激な根暗少女、読書が趣味の必要以上に寡黙なメガネ少女と、ヌクヌクや夏目家にも負けず劣らずアクの強い同級生達であった。
一方、三島の若社長三島重三は自社のシェア拡大を世界征服に例えて、会社をショッカーまがいの悪の組織ふうに仕立てて活動する困った人物。商品として開発した巨大メカを市街地でデモンストレーションするが、暴走事故を起こしては損害を出す。
三島に対抗意識を燃やす久作に煽られ、三島のお騒がせ巨大メカから町と家族、友人を守るため、正義のアンドロボットヌクヌクは今日も戦うのであった。

#### サブキャラクター（TV版）
主要キャラクターについては、上記の#主要キャラクターの節を参照。
三島重三
声 - 成田剣
三島重工の若社長。「悪の秘密組織」をこよなく愛し、会社を使って壮大な「悪の秘密組織ごっこ」をしている。性格には問題があるが、美男子。学生時代は久作と晶子をめぐって対立したこともある。
大泉八雲
声 - 堀内賢雄
ヌクヌクの同級生。マッド･サイエンティスト予備軍の科学オタク。科学で説明できないものは信じない。そのため、リエとたびたび口論になる。アクの強い面子の中では常識人の一面も見せる。
大泉鏡歌
声 - 堀内賢雄
八雲の父で親子で同じ顔。三島の腹心の1人。メカを発明するより策謀を巡らせていることの方が多い。ポエマー（正しくは「ポエット(poet)」）を目指したこともあったがまったく才能は無かった。
池波栄一
声 - 石川英郎
ヌクヌクの同級生。常にアコースティックギターを持ち歩き、セリフも全て音楽付きという若大将気取り。
島崎林太郎
声 - 私市淳
ヌクヌクの同級生。ニヒルな二枚目を気取っているが、常にギャグオチで片付けられる不幸な少年。しかし、自分がモテモテだと思っているという図太い一面も。
貝原二葉
声 - 根谷美智子
ヌクヌクの同級生で学級委員。普段は真面目でありふれた女子高生だが、一度「熱血モード」に入ると、ホイッスルを口にあたりを仕切り始める。4人姉妹の次女で姉妹も学級委員や生徒会役員をしている。
白樺智恵子
声 - 山崎和佳奈
ヌクヌクの同級生。「ホーッホッホッホッホ」と癇に障る笑い方をする、古典的な高飛車お嬢様。ヌクヌクは彼女の名前を正確に呼ぶことができない。
柴田リエ
声 - 菅原祥子
ヌクヌクの同級生。オカルトが趣味の根暗少女だが、発言は過激。彼女の占いはいつも不吉の前兆。科学万能主義の八雲とは口論になることが多い。
宮沢みゆき
声 - 川崎恵理子
ヌクヌクの同級生。いつも黙って本を読んでいる。牛乳瓶底のようなメガネの下は美少女。
山形先生
声 - 小野健一
ヌクヌク達の担任。リエが不吉な予告をすると必ずその被害を受ける。
右子
声 - 川崎恵理子
左子
声 - 平松晶子
共に智恵子の取り巻きで、いつも智恵子の発言を「そうよそうよ!智恵子様の言う通り!」と肯定する。智恵子登場時に背中に背負っているバラは彼女達が出しているらしい。智恵子と喧嘩別れしかけたときはヌクヌクの背後にバラを出した。
石山紀子
声 - 西村ちなみ
龍之介の同級生で夏目家とは隣同士。龍之介にベタぼれでなんとかして近づこうとする。妄想癖あり。龍之介は辟易はしているものの満更でもない様子。
石山桃子
声 - 天野由梨
紀子の母。常にオーバーリアクション。妄想癖は紀子の親らしいが常識は娘のほうがある。夫（紀子の父）は中東に単身赴任している。

#### スタッフ（TV版）
- 原作 - 高田裕三
- 監督 - ふじもとよしたか
- シリーズ構成 - 山口宏
- キャラクターデザイン - きしもとせいじ
- メカニックデザイン - 小川浩
- 総作画監督 - 岸本誠司
- 美術監督 - 宮前光春
- 色彩設定 - 中野倫明
- 撮影監督 - 小西一廣
- 編集 - 田熊純
- 音響監督 - 渡辺淳
- 音楽 - B-cats
- プロデューサー - 小林教子、池田慎一、加藤博
- 製作 - テレビ東京、読売広告社、葦プロダクション

#### 主題歌（TV版）
オープニングテーマ「Fine colorday」
作詞 - MEGUMI / 作曲 - 佐藤英敏 / 編曲 - 添田啓二 / 歌 - 林原めぐみ
エンディングテーマ「おやすみなさい 明日はおはよう」
作詞 - MEGUMI / 作曲 - 佐藤英敏 / 編曲 - 添田啓二 / 歌 - 林原めぐみ

#### 挿入歌（TV版）
「私は子猫」
作詞 - 只野菜摘 / 作曲・編曲 - 小牟田聡 / 歌 - 林原めぐみ

#### 各話リスト（TV版）
| 話数 | サブタイトル                                      | 脚本     | 絵コンテ         | 演出              | 作画監督       |
| ---- | ------------------------------------------------- | -------- | ---------------- | ----------------- | -------------- |
| #1   | ヌクヌク登場! 地球の平和を守り抜け!?              | 山口宏   | ふじもとよしたか | 織田美浩          | 岸本誠司       |
| #2   | ヌクヌク対古代遺跡! 伝説の巨神あらわる!           | 三井秀樹 | ふじもとよしたか | 中野健治          | 桜井木ノ実     |
| #3   | ヌクヌクの料理教室! ノンちゃんラブアタック作戦!   | 北条千夏 | ふじもとよしたか | 羽生尚靖          | 小川夏美       |
| #4   | ヌクヌク熱唱! 家族対抗歌合戦!                     | 荒川稔久 | ふじもとよしたか | 畠山茂樹          | 堀内修         |
| #5   | ヌクヌク感動! 二葉ちゃんの初恋                    | 山口宏   | ふじもとよしたか | 織田美浩          | 工藤柾輝       |
| #6   | ヌクヌク真夏のバトル! エスパー少女隊の罠!         | 山口宏   | ムトウユージ     | 羽生尚靖          | 増谷三郎       |
| #7   | ヌクヌク時をこえて! プロポーズは盆踊り!           | 三井秀樹 | 綴爆             | 中野裕道          | 宇都木勇       |
| #8   | ヌクヌクと宇宙の神秘! 謎の生命体ミチミチとの遭遇! | 北条千夏 | 綴爆             | 畠山茂樹          | 小川夏美       |
| #9   | ヌクヌク走る! 大運動会、ああそうかい!             | 三井秀樹 | ふじもとよしたか | 小川浩司          | 岡辰也         |
| #10  | ヌクヌクと龍之介! とってもワニな夜だった          | 金春智子 | ふじもとよしたか | 中野裕道 畠山茂樹 | 工藤柾輝       |
| SP-1 | ヌクヌク放浪!? あけまして捨てられました           | 山口宏   | ふじもとよしたか | うえだしげる      | 隼鷹榛名       |
| SP-2 | 恋するヌクヌク! バレンタインは誰んためン          | 三井秀樹 | ふじもとよしたか | 則座誠            | 上条修         |
| #11  | ヌクヌク青春日記! 万能文化ミュージカル!           | 荒川稔久 | ムトウユージ     | 畠山茂樹          | 隼鷹榛名       |
| #12  | ヌクヌクよ永遠に! 君の笑顔を忘れない!             | 山口宏   | ふじもとよしたか | 畠山茂樹          | しまだひであき |

#### 放送局
- テレビ東京系列：1998年1月7日 - 3月25日
- 愛媛県TBS系列 - 伊予テレビ（現・あいテレビ）：1998年4月 - 6月
- 福島県TBS系列 - テレビユー福島

### 万能文化猫娘DASH!・新OVA
旧OVA版、TV版とは異なり、ストーリーはシリアスなものに変化。キャラの年齢設定もかなり変わり、ヌクヌクは19歳、龍之介は15歳に変わったり、ヌクヌクが変身したりする。もっとも大きな変化は、龍之介がヌクヌクに対して「恋心」を抱いている点。キャラクターデザインはTV版に近いが、ヌクヌクの髪の色が異なり、シリーズ中唯一淡色を用いている。シナリオも前年ヒットしていた『セイバーマリオネットJ』のような作風に変異している。当時の葦プロダクションは人気が出た自社制作地上波アニメをセクシー路線に転換させたOVAを制作していた時期があり、この作品も例に漏れずサービスシーンが多めであった。

#### あらすじ（新OVA版）
ある日、車にひかれそうだった猫を謎の美人が助けるところを目撃する龍之介。家に帰ってみると、あの猫を助けた女性が家にいたので龍之介は驚く。その女性の名前は 樋口温子（ヌクヌク）といい、事故で記憶を失っているのだという。そしてヌクヌクは夏目家に居候することになる。しかし、ヌクヌクは実は三島重工で作られた戦闘用アンドロボットで同社に追われる身だった。
命あるものが危機に陥ると、「すべての命あるものを守れ」と脳裏から命令が発せられ、それを聞くとヌクヌクはバトルモードへと変身するのであった。

#### サブキャラクター（新OVA版）
主要キャラクターについては、上記の#主要キャラクターの節を参照。
三島重三
声 - 成田剣
「ヌクヌク」を追ってきた、三島財閥の後継者。
樋口博士
声 - 速水奨
「ヌクヌク」をつくり上げたとされる技術者で、久作の旧友。
石山紀子
声 - 西村ちなみ
龍之介とは逆に、彼女は幼稚園児の設定にされている。中学生の龍之介をからかって遊ぶが、大人の前では猫をかぶっているという、末恐ろしい幼稚園児に設定された。
石山桃子
声 - 天野由梨
オーバーリアクションの性格は抑えられているが、設定はTV版に準じる。

#### スタッフ（新OVA版）
- 原作 - 高田裕三
- 監督 - ふじもとよしたか
- キャラクターデザイン - きしもとせいじ
- メインライター - 工藤治
- ベースプランニング - 山口宏
- メカニックデザイン - 小川浩
- 総作画監督 - 岸本誠司
- 美術監督 - 宮前光春
- 色彩設定 - 中野倫明
- 撮影監督 - 小西一廣
- 編集 - 田熊純
- 音楽 - B-cats
- 音響監督 - 渡辺淳
- プロデューサー - 加藤博、森山敦
- 製作 - 万猫DASH製作委員会、葦プロダクション

#### 主題歌（新OVA版）
オープニングテーマ「A HOUSE CAT」
作詞 - MEGUMI / 作曲 - 佐藤英敏 / 編曲 - 五島翔 / 歌 - 林原めぐみ
エンディングテーマ「幸せは小さなつみかさね」
作詞・作曲 - MEGUMI / 編曲 - 岩本正樹 / 歌 - 林原めぐみ

#### 各話リスト（新OVA版）
| 話数   | サブタイトル         | 脚本     | 絵コンテ         | 演出     | 作画監督 |
| ------ | -------------------- | -------- | ---------------- | -------- | -------- |
| 第1話  | 幸せは春風と共に     | 工藤治   | ふじもとよしたか | 織田美浩 | 岸本誠司 |
| 第2話  | 真夜中の猫たち       | 山口宏   | ふじもとよしたか | 吉田俊司 | 河野利幸 |
| 第3話  | 近くて遠い二人の距離 | 工藤治   | ふじもとよしたか | 羽生尚靖 | 近永健一 |
| 第4話  | 晶子さんの憂うつ     | 北条千夏 | 吉田俊司         | 吉田俊司 | 河野利幸 |
| 第5話  | ヌクヌクのデート     | 金春智子 | 織田美浩         | 織田美浩 | 岸本誠司 |
| 第6話  | ハート＆ソウル       | 北条千夏 | 吉田俊司         | 吉田俊司 | 河野利幸 |
| 第7話  | 少女・優子           | 村山靖   | 織田美浩         | 織田美浩 | 岸本誠司 |
| 第8話  | 人と機械を繋ぐモノ   | 山口宏   | 羽生尚靖         | 羽生尚靖 | 近永健一 |
| 第9話  | 邂逅の果てに         | 工藤治   | 羽生尚靖         | 羽生尚靖 | 近永健一 |
| 第10話 | 鈴の音、遠い音       | 山口宏   | 吉田俊司         | 吉田俊司 | 河野利幸 |
| 第11話 | 破滅の予感           | 山口宏   | ふじもとよしたか | 織田美浩 | 岸本誠司 |
| 第12話 | さらばヌクヌク       | 山口宏   | ふじもとよしたか | 羽生尚靖 | 近永健一 |

## 関連商品

### CD (アルバム)
太字はボーカル曲。

### 関連CD
| 発売日        | タイトル     | 規格品番  | 収録曲                                |
| ------------- | ------------ | --------- | ------------------------------------- |
| 1992年8月5日  | Perfume      | KICS-215  | 私にハッピーバースデイ                |
| 1992年8月5日  | Perfume      | KICS-215  | 瞳に銀河                              |
| 1993年8月21日 | SHAMROCK     | KICS-345  | がんばって!                           |
| 1993年8月21日 | SHAMROCK     | KICS-345  | COMET rendez-vous                     |
| 1993年8月21日 | SHAMROCK     | KICS-345  | ROCKで行こう <NEW VERSION>            |
| 1993年8月21日 | SHAMROCK     | KICS-345  | Only One <NEW VERSION>                |
| 1993年8月21日 | SHAMROCK     | KICS-345  | In The Fluffy MOON Nite <NEW VERSION> |
| 1994年7月2日  | SPHERE       | KICS-430  | 夢 Hurry Up                           |
| 1995年3月3日  | Enfleurage   | KICS-475  | はりきって Trying!                    |
| 1995年3月3日  | Enfleurage   | KICS-475  | 誰も知らない未来を抱きしめて          |
| 1995年3月3日  | Enfleurage   | KICS-475  | My dear <New Version>                 |
| 1995年3月3日  | Enfleurage   | KICS-475  | 心のプラネット <NUKU NUKU Version>    |
| 2000年4月26日 | VINTAGE S    | KICS-790  | Fine colorday                         |
| 2000年4月26日 | VINTAGE S    | KICS-790  | A HOUSE CAT                           |
| 2000年4月26日 | VINTAGE S    | KICS-790  | おやすみなさい 明日はおはよう         |
| 2000年6月21日 | VINTAGE A    | KICS-810  | 私にハッピーバースデイ                |
| 2000年6月21日 | VINTAGE A    | KICS-810  | がんばって!                           |
| 2000年6月21日 | VINTAGE A    | KICS-810  | 心のプラネット <NUKU NUKU Version>    |
| 2004年1月7日  | center color | KICS-1070 | 幸せは小さなつみかさね                |